# Marie-Jeanne de Talleyrand-Périgord
Marie-Jeanne de Talleyrand-Périgord, duchesse de Mailly, née le 14 août 1747 à Versailles et morte en 1792, est une aristocrate française qui exerça la fonction de dame d'atours de la reine Marie-Antoinette d'Autriche de 1775 à 1781.

## Biographie
Fille de Gabriel-Marie de Talleyrand-Périgord, comte de Périgord (1726-1797), et de Marie-Françoise-Marguerite de Talleyrand-Périgord, princesse de Chalais, elle fait partie de l'aristocratie de la cour : son père avait été menin du Dauphin, père de Louis XVI, sa mère et sa grand-mère dames du palais de la reine Marie Leszczynska. Marie-Jeanne épousa en 1762 Louis-Marie de Mailly, alors titré marquis de Mailly. Aucun des deux enfants qu'elle eut avec lui n'arriva à l'âge adulte.
Marie-Jeanne reçut la charge de dame pour accompagner la dauphine en 1770, fonction qui devint celle de dame du palais de la reine lors de l'accession au trône de Louis XVI. Lorsque Marie-Antoinette obtint en 1775 le remplacement comme dame d'honneur de la comtesse de Noailles par la princesse de Chimay, la marquise de Mailly succéda à cette dernière comme dame d'atours. Lorsque le marquis de Mailly obtint les honneurs du Louvre en 1777, elle fut connue comme la duchesse de Mailly.

## Sources
- Histoire de Marie-Antoinette par Maxime de La Rocheterie Ouvrage Couronné par L'Académie Francaise
- Nadine Akkerman & Birgit Houben: The Politics of Female Households: Ladies-in-waiting across Early Modern Europe